# Lithospermum rosei
Lithospermum rosei är en strävbladig växtart som först beskrevs av Ivan Murray Johnston, och fick sitt nu gällande namn av J.I.Cohen. Lithospermum rosei ingår i släktet stenfrön, och familjen strävbladiga växter. Inga underarter finns listade i Catalogue of Life.